# SKF (korfbal)
SKF, voluit Speelt Korfbal Fair geheten, is een korfbalclub uit de Nederlandse plaats Veenendaal. 
De club werd op 10 juni 1955 opgericht door werknemers van de gelijknamige kogellagersfabriek SKF. Tegenwoordig speelt het eerste team in de zaal op overgangsklasseniveau en op het veld op hoofdklasseniveau.